# Gerd Böttcher

Größter Erfolg: Geld wie Heu
auf Decca Nr. 19273

Gerd Böttcher (* 18. Juli 1936 in Berlin; † 26. Februar 1985 in Dortmund) war ein deutscher Schlagersänger.

## Leben
Gerd Böttcher wuchs in Berlin auf und machte nach dem Schulabschluss zunächst eine Gärtnerlehre. Anschließend nahm er Gesangsunterricht, trat unter dem Pseudonym Tino Merano mit Schlagern in Kneipen auf und war Sänger des Tanzorchesters von Hans Karbe. Der Komponist, Orchesterleiter und Musikproduzent Werner Müller vermittelte ihm 1960 einen Plattenvertrag bei der Decca.
Seine erste Single mit der deutschen Version des Klassikers Jambalaya von Hank Williams wurde noch unter Böttchers Künstlernamen aufgenommen. Produzent Müller entschied jedoch, dass letztlich Böttchers echter Name auf dem Plattenetikett zu lesen war. Die Schallplatte schaffte den Sprung in die deutsche Hitparade. Eine textgleiche Version von Gerhard Wendland war bereits 1953 ein großer Hit. Gleichzeitig veröffentlichte die Decca unter dem Namen Werner Müller und Chorus eine Single, auf der Gerd Böttcher als Solosänger zu hören war.
Im Herbst 1960 wurde Gerd Böttchers Lied Ich komme wieder, eine Adaption des Hits It’s Now or Never (’O sole mio) von Elvis Presley, veröffentlicht.
Bis 1962 nahm Böttcher die folgenden fünf Presley-Titel auf:
- Ich komme wieder (Original: It’s Now or Never)
- Adieu, Lebewohl, Goodbye (Original: Tonight’s so Right for Love)
- Ich such dich auf allen Wegen (Original: Surrender)
- Rock-A-Hula-Baby (mit Detlef Engel; Original: Rock A Hula Baby)
- Du schaust mich an (Original: She’s Not You)

Erstmals unter die ersten zehn Hitparadenplätze kam Böttcher 1961 mit Adieu, Lebewohl, Goodbye, dessen Melodie auf der Barcarole aus Hoffmanns Erzählungen von Jacques Offenbach basierte. Das Label Fontana Records brachte wenig später eine textgleiche, jedoch langsamer arrangierte Version von Peter Beil auf den Markt.
Böttchers erfolgreichstes Jahr war 1962, als er mit Geld wie Heu, der Coverversion von Pat Boones Johnny Will, bis auf Platz 2 der Hitlisten vorstieß und insgesamt 24 Wochen notiert wurde. Ähnlich erfolgreich war Für Gaby tu’ ich alles (Platz 4 und 24 Wochen notiert), bei dem es sich um einen Titel handelte, den Werner Müller unter seinem Pseudonym Heinz Buchholz komponierte. Den Text schrieb Hans Bradtke.
Zu Böttchers populärsten Decca-Aufnahmen gehörten auch zehn Duette mit Detlef Engel. Erfolgreich war Böttcher vor allem mit Coverversionen US-amerikanischer Hits von Burt Bacharach, Chubby Checker, The Everly Brothers, Ricky Nelson, Buck Owens, Cole Porter, Johnny Tillotson und anderen. 1963 trat Böttcher mit dem von Alexander Gordan komponierten Schlager Mach nicht Hochzeit ohne mich bei den Schlager-Festspielen in Baden-Baden an. Obwohl das Lied nur auf dem 12. und damit letzten Platz landete, wurde die Single in den Hitparaden notiert. Auf der B-Seite befand sich der Titel Auf der Hacienda fehlt eine Frau von Billy Mo, der beim Wettbewerb auf dem achten Platz landete. Bis 1965 produzierte Werner Müller insgesamt 24 Singles mit Gerd Böttcher. Die Hälfte davon schafften den Sprung in die Charts. Damit war Böttcher der erfolgreichste deutsche Vertreter des sogenannten Highschool-Rock-’n’-Roll. Er trat in populären Fernsehsendungen auf, wie 1961 in der Treffpunkt Telebar und 1963 in der Caterina-Valente-Show Bonsoir Kathrin.
1966 wechselte Böttcher kurzzeitig zur Plattenfirma Polydor. Dort entstanden zwei Singles mit Kompositionen von Joachim Heider und Michael Holm, von denen eine in die Hitparade gelangte. 1967 unterschrieb Böttcher einen Plattenvertrag bei der erst 1964 gegründeten Hansa Musik Produktion. Mit den von Dieter Zimmermann produzierten und komponierten Liedern Bitte sag mir noch nicht gute Nacht und Romantische Stunden verbuchte Böttcher letztmals Erfolge in den Charts. Sein 1968 veröffentlichtes Stück Wenn die Sehnsucht beginnt, eine Coverversion des britischen Nummer-eins-Hits Let the Heartaches Begin, geriet zu einem erneuten Misserfolg.
Im gleichen Jahr erfolgte ein erneuter Wechsel, diesmal zum Plattenlabel Metronome. Obwohl Böttcher mit jungen Komponisten wie Dieter Zimmermann, Michael Holm oder Giorgio Moroder zusammenarbeitete und in diesem Zeitraum zahlreiche Auftritte in Diskotheken absolvierte, gelang ihm kein nennenswerter Erfolg mehr. Daran konnten auch mehrere Auftritte in der ZDF-Drehscheibe und am 18. Oktober 1969 in der ZDF-Hitparade nichts ändern. Ab 1970 erschienen vier, unter anderem von Howard Carpendale produzierte Singles bei EMI Columbia. Aber auch mit diesen Liedern blieb Böttcher ein Comeback verwehrt. Ab 1972 war Böttcher ohne Plattenvertrag. Es folgten Probleme mit Alkohol und dem Finanzamt sowie die Scheidung seiner ersten Ehe. 1974 arbeitete der einst erfolgreiche Sänger wieder in seinem gelernten Beruf als Gärtner. 1976 veröffentlichte die Ariola mit dem von Drafi Deutscher komponierten Schlager Tanz noch einmal Rock ’n’ Roll mit mir Böttchers letzte aufwendig produzierte Single.
Im Zuge des 1950er-Jahre-Revivals in den frühen 1980er Jahren trat Böttcher wieder mit seinen alten Hits auf Konzerten und im Fernsehen auf. Es entstanden auch wieder Schallplattenaufnahmen, darunter ein Duett mit seiner Stieftochter Silke. 1985 plante man die Produktion einer Langspielplatte, zu deren Realisierung es jedoch nicht mehr kommen sollte. Kurz nach einem Auftritt als Karnevalsprinz seines Wohnortes Werne beim WDR starb Gerd Böttcher im Alter von 48 Jahren in einem Dortmunder Krankenhaus an Nierenversagen.

## Diskografie

### Singles

Erste Single: Decca Nr. 19065 von 1960

| A/B-Seite                                                                     | Katalog-Nr. | Veröffentlichung |
| ----------------------------------------------------------------------------- | ----------- | ---------------- |
|                                                                               | Decca       |                  |
| Jambalaya / Weine nicht um mich                                               | 19065       | Juni 1960        |
| Oh Katherin / Sing Nachtigall sing                                            | 19067       | Juni 1960        |
| Ich komme wieder / Du – heut nacht!                                           | 19101       | August 1960      |
| Deine roten Lippen / Adieu – Lebewohl – Goodbye                               | 19131       | Dezember 1960    |
| Ich such dich auf allen Wegen / Ay-ay oh Signorina                            | 19170       | April 1961       |
| Weil du meine große Liebe bist / Heim, heim möcht’ ich ziehen                 | 19213       | Juni 1961        |
| Man geht so leicht am Glück vorbei / Tina-Lou                                 | 19229       | August 1961      |
| Oh Billy Billy Black / Über Die Prärie (& Detlef Engel*)                      | 19240       | August 1961      |
| Geld wie Heu / Carolin, Carolin                                               | 19273       | Januar 1962      |
| Rock-A-Hula-Baby / In Der Twist-Spelunke von Mac Miller *                     | 19279       | Januar 1962      |
| Ein Dutzend and’re Männer / So wie ein Indianer                               | 19350       | Mai 1962         |
| Ich kenn’ die Straßen der weiten Welt / Denn *                                | 19356       | Mai 1962         |
| Du schaust mich an / Für Gaby tu’ ich alles                                   | 19388       | November 1962    |
| Sailor Boy / Zwei Caballeros *                                                | 19412       | Januar 1963      |
| Meine Braut, die kann das besser / Susanna                                    | 19421       | März 1963        |
| Mach’ nicht Hochzeit ohne mich / (Billi Mo: Auf der Hazienda fehlt eine Frau) | 19440       | Mai 1963         |
| Bing-Bang-Bungalow / Blue Lady                                                | 19461       | August 1963      |
| Tschau – Auf Wiedersehn / Lady Lou                                            | 19509       | Dezember 1963    |
| Nur keine Beatle-Frisur / Weil du so himmelblaue Augen hast                   | 19531       | Mai 1964         |
| Stern von Samoa / Eine Welt ohne Liebe *                                      | 19603       | Juli 1964        |
| Nur Annemarie kommt in Frage / Lorelei                                        | 19622       | September 1964   |
| Pretty Woman / Mädchen gibt’s wie Sand am Meer                                | 19639       | November 1964    |
| Crazy Little Bluebird / Wo ist mein Baby                                      | 19665       | März 1965        |
| Eine gefiel mir am allerbesten / Ich find nichts dabei                        | 19724       | September 1965   |
|                                                                               | Polydor     |                  |
| Schenk’ mir dein Vertrauen / Wer wird der Nächste sein                        | 52611       | Februar 1966     |
| Ich stehe zu dir / Niemals darfst Du mich verlassen                           | 52688       | Juni 1966        |
|                                                                               | Hansa       |                  |
| Einmal trägst du meinen Namen / Irgendwo In Mexico                            | 19276       | Februar 1967     |
| Sag’ mir noch nicht Gute Nacht / Wenn sich der Wind auch dreht                | 19506       | Juli 1967        |
| Romantische Stunden / Wo fängt die Liebe an                                   | 19738       | Oktober 1967     |
| Roses for You / Schenk mir dein Herz als Souvenir                             | 14012       | April 1968       |
|                                                                               | Metronome   |                  |
| Mona Lisa / Einsames Mädchen                                                  | 25071       | 1968             |
| Grand Prix / Wer wird denn weinen                                             | 25163       | Oktober 1968     |
| Schöne Helena / Das darf doch nicht wahr sein                                 | 25196       | 1970             |
| Mambola / Wer hat die Liebe erfunden                                          | 25233       | 1970             |
|                                                                               | Columbia    |                  |
| Eine Rose aus deinem Garten / Rock ’n’ Roll Boogie                            | 29930       | 1972             |
| Jeder Tag ein neuer Morgen / Ein Herz mit Telefon                             | 30378       | 1972             |
|                                                                               | Ariola      |                  |
| Tanz noch einmal Rock ’n’ Roll mit mir / Regenbogen                           | 17421       | 1976             |
|                                                                               | OMP         |                  |
| Melanie / Madeleine                                                           | 7810        | 1977             |

### Vinyl-Langspielplatten
- Gerd Böttcher (1966; Decca BLK 16217)
- Deine rote Lippen (1981; Bear Family Records BFX 15053)
- Seine unvergessenen Erfolge 1971-81 (1987; Sieg-Ton ST 3010287)

### CDs
- Für Gaby tu’ ich alles (1987; Bear Family Records)
- Pretty Woman (1996; Bear Family Records)
- Ich komme wieder (2001; Kiddinx)
- Tanz noch einmal Rock ’n’ Roll mit mir (2006; Bear Family Records)

## Chartplatzierungen
Singles

| Jahr | Titel Album                          | Höchstplatzierung, Gesamtwochen/‑monate, AuszeichnungChartsChartplatzierungen (Jahr, Titel, Album, Platzierungen, Wochen/Monate, Auszeichnungen, Anmerkungen) | Anmerkungen      |
| Jahr | Titel Album                          | DE | Anmerkungen      |
| ---- | ------------------------------------ | --- | ---------------- |
| 1960 | Jambalaya –                          | DE34 (3 Mt.)DE |                  |
| 1960 | Ich komme wieder –                   | DE2 (5 Mt.)DE |                  |
| 1961 | Adieu, leb wohl, Goodbye –           | DE8 (4 Mt.)DE |                  |
| 1961 | Deine roten Lippen –                 | DE38 (2 Mt.)DE |                  |
| 1961 | Ich such’ dich auf allen Wegen –     | DE6 (2 Mt.)DE |                  |
| 1961 | Ay-Ay-Ay-Ay, oh Signorina –          | DE37 (1 Mt.)DE |                  |
| 1961 | Weil du meine große Liebe bist –     | DE8 (4 Mt.)DE | mit Detlef Engel |
| 1961 | Heim, heim möcht’ ich ziehn –        | DE34 (1 Mt.)DE | mit Detlef Engel |
| 1961 | Tina-Lou –                           | DE21 (3 Mt.)DE |                  |
| 1961 | Oh Billy Billy Black –               | DE11 (3 Mt.)DE | mit Detlef Engel |
| 1961 | Man geht so leicht am Glück vorbei – | DE44 (1 Mt.)DE |                  |
| 1962 | Geld wie Heu –                       | DE2 (6 Mt.)DE |                  |
| 1962 | Rock-A-Hula-Baby (Twist Special) –   | DE26 (2 Mt.)DE | mit Detlef Engel |
| 1962 | Ein Dutzend and’re Männer –          | DE5 (5 Mt.)DE |                  |
| 1962 | Für Gaby tu’ ich alles –             | DE4 (6 Mt.)DE |                  |
| 1963 | Meine Braut, die kann das besser –   | DE8 (4 Mt.)DE |                  |
| 1963 | Mach nicht Hochzeit ohne mich –      | DE30 (1 Mt.)DE |                  |
| 1963 | Bing-Bang-Bungalow –                 | DE30 (1 Mt.)DE |                  |
| 1964 | Lady Lou –                           | DE22 (3 Mt.)DE |                  |
| 1966 | Schenk mir dein Vertrauen –          | DE19 (2 Mt.)DE |                  |
| 1967 | Sag mir noch nicht gute Nacht –      | DE25 (½ Mt.)DE |                  |
| 1967 | Romantische Stunden –                | DE36 (½ Mt.)DE |                  |